# World Cup 2003 (Tischtennis)
| 2002 ← World Cup → 2004 | 2002 ← World Cup → 2004             | 2002 ← World Cup → 2004            |
| ----------------------- | ----------------------------------- | ---------------------------------- |
|                         | Männer                              | Frauen                             |
| Datum                   | 09.10.–12.10.                       | 17.–19.12.                         |
| Ort                     | Jiangyin                            | Hongkong                           |
| Auflage                 | 24                                  | 7                                  |
| Sieger                  | Ma Lin Kalinikos Kreanga Wang Liqin | Wang Nan Niu Jianfeng Zhang Yining |

Der Tischtennis-World Cup 2003 fand für die Männer in seiner 24. Austragung vom 9. bis 12. Oktober im chinesischen Jiangyin und für die Frauen in seiner 7. Austragung vom 17. bis 19. Dezember in Hongkong statt. Gold ging an Ma Lin und Wang Nan aus China.

## Modus
An jedem Wettbewerb nahmen 16 Sportler teil, die auf vier Gruppen mit je vier Sportlern aufgeteilt wurden. Die Gruppenersten und -zweiten rückten in die im K.-o.-Modus ausgetragene Hauptrunde vor. Die Halbfinal-Verlierer trugen ein Spiel um Platz 3 aus.

## Teilnehmer
| Pos. | Männer            | WRL-Pos. | TN | Frauen             | WRL-Pos.  | TN |
| ---- | ----------------- | -------- | -- | ------------------ | --------- | -- |
| 1    | Ma Lin            | 3        | 5  | Wang Nan           | 2         | 5  |
| 2    | Kalinikos Kreanga | 9        | 6  | Niu Jianfeng       | 4         | 2  |
| 3    | Wang Liqin        | 6        | 5  | Zhang Yining       | 1         | 3  |
| 4    | Jean-Michel Saive | 13       | 14 | Mihaela Șteff      | 15        | 3  |
| 5    | Timo Boll         | 1        | 2  | Gao Jun            | 23        | 4  |
| 5    | Ryu Seung-min     | 14       | 1  | Kim Kyung-ah       | 11        | 1  |
| 5    | Alexei Smirnow    | 11       | 1  | Lau Sui Fei        | 12        | 1  |
| 5    | Wang Hao          | 8        | 1  | Tie Yana           | 7         | 2  |
| 9    | Chiang Peng-Lung  | 10       | 5  | Otilia Bădescu     | 29        | 2  |
| 9    | Chuang Chih-Yuan  | 5        | 2  | Tamara Boroš       | 8         | 4  |
| 9    | Joo Se-hyuk       | 24       | 1  | Li Jiawei          | 14        | 3  |
| 9    | Werner Schlager   | 2        | 5  | Aya Umemura        | 26        | 1  |
| 13   | Peter Jackson     | 244      | 9  | Jian Fang Lay      | 99 (Aug.) | 2  |
| 13   | Zoran Primorac    | 12       | 10 | Olufunke Oshonaike | 187       | 2  |
| 13   | Wenguan Huang     | 40       | 9  | Fabiola Ramos      | 207       | 1  |
| 13   | Torben Wosik      | 4        | 1  | Chris Xu           | 147       | 1  |

## Männer

### Gruppenphase

#### Gruppe 1
|                   | Ergebnis |                   |
| ----------------- | -------- | ----------------- |
| Ma Lin            | 4:0      | Jean-Michel Saive |
| Chuang Chih-Yuan  | 4:0      | Peter Jackson     |
| Ma Lin            | 4:1      | Chuang Chih-Yuan  |
| Jean-Michel Saive | 4:0      | Peter Jackson     |
| Ma Lin            | 4:0      | Peter Jackson     |
| Chuang Chih-Yuan  | 0:4      | Jean-Michel Saive |

| Platz | Spieler           | Spiele | Sätze | Punkte |
| ----- | ----------------- | ------ | ----- | ------ |
| 1     | Ma Lin            | 3      | 12:1  | 6      |
| 2     | Jean-Michel Saive | 3      | 8:4   | 5      |
| 3     | Chuang Chih-Yuan  | 3      | 5:8   | 4      |
| 4     | Peter Jackson     | 3      | 0:12  | 3      |

#### Gruppe 2
|                  | Ergebnis |                  |
| ---------------- | -------- | ---------------- |
| Timo Boll        | 1:4      | Alexei Smirnow   |
| Chiang Peng-Lung | 3:4      | Wenguan Huang    |
| Timo Boll        | 3:4      | Chiang Peng-Lung |
| Alexei Smirnow   | 4:1      | Wenguan Huang    |
| Timo Boll        | 4:1      | Wenguan Huang    |
| Chiang Peng-Lung | 0:4      | Alexei Smirnow   |

| Platz | Spieler          | Spiele | Sätze | Punkte |
| ----- | ---------------- | ------ | ----- | ------ |
| 1     | Alexei Smirnow   | 3      | 12:2  | 6      |
| 2     | Timo Boll        | 3      | 8:9   | 4      |
| 3     | Chiang Peng-Lung | 3      | 7:11  | 4      |
| 4     | Wenguan Huang    | 3      | 6:11  | 4      |

#### Gruppe 3
|                   | Ergebnis |                   |
| ----------------- | -------- | ----------------- |
| Wang Liqin        | 4:2      | Zoran Primorac    |
| Kalinikos Kreanga | 2:4      | Joo Se-hyuk       |
| Wang Liqin        | 2:4      | Kalinikos Kreanga |
| Zoran Primorac    | 2:4      | Joo Se-hyuk       |
| Wang Liqin        | 4:1      | Joo Se-hyuk       |
| Kalinikos Kreanga | 4:2      | Zoran Primorac    |

| Platz | Spieler           | Spiele | Sätze | Punkte |
| ----- | ----------------- | ------ | ----- | ------ |
| 1     | Wang Liqin        | 3      | 10:7  | 5      |
| 2     | Kalinikos Kreanga | 3      | 10:8  | 5      |
| 3     | Joo Se-hyuk       | 3      | 9:8   | 5      |
| 4     | Zoran Primorac    | 3      | 2:12  | 3      |

#### Gruppe 4
|                 | Ergebnis |               |
| --------------- | -------- | ------------- |
| Werner Schlager | 3:4      | Ryu Seung-min |
| Wang Hao        | 4:0      | Torben Wosik  |
| Werner Schlager | 0:4      | Wang Hao      |
| Ryu Seung-min   | 4:0      | Torben Wosik  |
| Werner Schlager | 4:3      | Torben Wosik  |
| Wang Hao        | 4:3      | Ryu Seung-min |

| Platz | Spieler         | Spiele | Sätze | Punkte |
| ----- | --------------- | ------ | ----- | ------ |
| 1     | Wang Hao        | 3      | 12:3  | 6      |
| 2     | Ryu Seung-min   | 3      | 11:7  | 5      |
| 3     | Werner Schlager | 3      | 7:11  | 4      |
| 4     | Torben Wosik    | 3      | 3:12  | 3      |

### Hauptrunde
|  | Viertelfinale     | Viertelfinale     |                   |                   | Halbfinale       | Halbfinale |  |  | Finale | Finale |
|  |                   |                   |                   |                   |                  |            |  |  |        |        |
|  |                   |                   |                   |                   |                  |            |  |  |        |        |
|  | Ma Lin            | 4                 |                   |                   |                  |            |  |  |        |        |
|  | Ma Lin            | 4                 |                   |                   |                  |            |  |  |        |        |
|  | Timo Boll         | 2                 |                   |                   |                  |            |  |  |        |        |
|  | Timo Boll         | 2                 | Ma Lin            | 4                 |                  |            |  |  |        |        |
|  |                   |                   | Ma Lin            | 4                 |                  |            |  |  |        |        |
|  |                   | Wang Liqin        | 1                 |                   |                  |            |  |  |        |        |
|  | Ryu Seung-min     | Wang Liqin        | 1                 | 1                 |                  |            |  |  |        |        |
|  | Ryu Seung-min     |                   |                   | 1                 |                  |            |  |  |        |        |
|  | Wang Liqin        | 4                 |                   |                   |                  |            |  |  |        |        |
|  |                   |                   | Ma Lin            | 4                 |                  |            |  |  |        |        |
|  |                   |                   |                   | Kalinikos Kreanga | 1                |            |  |  |        |        |
|  | Wang Hao          | 3                 |                   |                   |                  |            |  |  |        |        |
|  | Jean-Michel Saive | 4                 |                   |                   |                  |            |  |  |        |        |
|  | Jean-Michel Saive | 4                 | Jean-Michel Saive | 0                 |                  |            |  |  |        |        |
|  |                   |                   | Jean-Michel Saive | 0                 | Spiel um Platz 3 |            |  |  |        |        |
|  |                   | Kalinikos Kreanga | 4                 |                   |                  |            |  |  |        |        |
|  | Kalinikos Kreanga | Kalinikos Kreanga | 4                 | 4                 | Wang Liqin       | 4          |  |  |        |        |
|  | Kalinikos Kreanga |                   |                   | 4                 | Wang Liqin       | 4          |  |  |        |        |
|  | Alexei Smirnow    | 0                 |                   | Jean-Michel Saive | 1                |            |  |  |        |        |
|  | Alexei Smirnow    | 0                 |                   |                   | 1                |            |  |  |        |        |
|  |                   |                   |                   |                   |                  |            |  |  |        |        |

## Frauen

### Gruppenphase

#### Gruppe 1
|                | Ergebnis |                |
| -------------- | -------- | -------------- |
| Zhang Yining   | 4:0      | Otilia Bădescu |
| Lau Sui Fei    | 4:0      | Fabiola Ramos  |
| Zhang Yining   | 4:1      | Lau Sui Fei    |
| Otilia Bădescu | 4:0      | Fabiola Ramos  |
| Zhang Yining   | 4:0      | Fabiola Ramos  |
| Lau Sui Fei    | 4:3      | Otilia Bădescu |

| Platz | Spieler        | Spiele | Sätze | Punkte |
| ----- | -------------- | ------ | ----- | ------ |
| 1     | Zhang Yining   | 3      | 12:1  | 6      |
| 2     | Lau Sui Fei    | 3      | 9:4   | 5      |
| 3     | Otilia Bădescu | 3      | 4:8   | 4      |
| 4     | Fabiola Ramos  | 3      | 0:12  | 3      |

#### Gruppe 2
|              | Ergebnis |              |
| ------------ | -------- | ------------ |
| Wang Nan     | 2:4      | Gao Jun      |
| Tamara Boroš | 4:0      | Chris Xu     |
| Wang Nan     | 4:0      | Tamara Boroš |
| Gao Jun      | 4:0      | Chris Xu     |
| Wang Nan     | 4:2      | Chris Xu     |
| Tamara Boroš | 0:4      | Gao Jun      |

| Platz | Spieler      | Spiele | Sätze | Punkte |
| ----- | ------------ | ------ | ----- | ------ |
| 1     | Gao Jun      | 3      | 12:2  | 6      |
| 2     | Wang Nan     | 3      | 10:4  | 5      |
| 3     | Tamara Boroš | 3      | 4:8   | 4      |
| 4     | Chris Xu     | 3      | 0:12  | 3      |

#### Gruppe 3
|              | Ergebnis |                    |
| ------------ | -------- | ------------------ |
| Niu Jianfeng | 4:0      | Aya Umemura        |
| Kim Kyung-ah | 4:0      | Olufunke Oshonaike |
| Niu Jianfeng | 4:0      | Kim Kyung-ah       |
| Aya Umemura  | 4:2      | Olufunke Oshonaike |
| Niu Jianfeng | 4:1      | Olufunke Oshonaike |
| Kim Kyung-ah | 4:1      | Aya Umemura        |

| Platz | Spieler            | Spiele | Sätze | Punkte |
| ----- | ------------------ | ------ | ----- | ------ |
| 1     | Niu Jianfeng       | 3      | 12:1  | 6      |
| 2     | Kim Kyung-ah       | 3      | 8:5   | 5      |
| 3     | Aya Umemura        | 3      | 5:10  | 4      |
| 4     | Olufunke Oshonaike | 3      | 3:12  | 3      |

#### Gruppe 4
|               | Ergebnis |               |
| ------------- | -------- | ------------- |
| Tie Yana      | 4:2      | Mihaela Șteff |
| Li Jiawei     | 4:1      | Jian Fang Lay |
| Tie Yana      | 4:0      | Li Jiawei     |
| Mihaela Șteff | 4:2      | Jian Fang Lay |
| Tie Yana      | 4:0      | Jian Fang Lay |
| Li Jiawei     | 0:4      | Mihaela Șteff |

| Platz | Spieler       | Spiele | Sätze | Punkte |
| ----- | ------------- | ------ | ----- | ------ |
| 1     | Tie Yana      | 3      | 12:2  | 6      |
| 2     | Mihaela Șteff | 3      | 10:6  | 5      |
| 3     | Li Jiawei     | 3      | 4:9   | 4      |
| 4     | Jian Fang Lay | 3      | 3:12  | 3      |

### Hauptrunde
|  | Viertelfinale | Viertelfinale |              |               | Halbfinale       | Halbfinale |  |  | Finale | Finale |
|  |               |               |              |               |                  |            |  |  |        |        |
|  |               |               |              |               |                  |            |  |  |        |        |
|  | Zhang Yining  | 4             |              |               |                  |            |  |  |        |        |
|  | Zhang Yining  | 4             |              |               |                  |            |  |  |        |        |
|  | Kim Kyung-ah  | 0             |              |               |                  |            |  |  |        |        |
|  | Kim Kyung-ah  | 0             | Zhang Yining | 0             |                  |            |  |  |        |        |
|  |               |               | Zhang Yining | 0             |                  |            |  |  |        |        |
|  |               | Wang Nan      | 4            |               |                  |            |  |  |        |        |
|  | Wang Nan      | Wang Nan      | 4            | 4             |                  |            |  |  |        |        |
|  | Wang Nan      |               |              | 4             |                  |            |  |  |        |        |
|  | Tie Yana      | 1             |              |               |                  |            |  |  |        |        |
|  |               |               | Wang Nan     | 4             |                  |            |  |  |        |        |
|  |               |               |              | Niu Jianfeng  | 1                |            |  |  |        |        |
|  | Niu Jianfeng  | 4             |              |               |                  |            |  |  |        |        |
|  | Lau Sui Fei   | 2             |              |               |                  |            |  |  |        |        |
|  | Lau Sui Fei   | 2             | Niu Jianfeng | 4             |                  |            |  |  |        |        |
|  |               |               | Niu Jianfeng | 4             | Spiel um Platz 3 |            |  |  |        |        |
|  |               | Mihaela Șteff | 1            |               |                  |            |  |  |        |        |
|  | Mihaela Șteff | Mihaela Șteff | 1            | 4             | Zhang Yining     | 4          |  |  |        |        |
|  | Mihaela Șteff |               |              | 4             | Zhang Yining     | 4          |  |  |        |        |
|  | Gao Jun       | 1             |              | Mihaela Șteff | 0                |            |  |  |        |        |
|  | Gao Jun       | 1             |              |               | 0                |            |  |  |        |        |
|  |               |               |              |               |                  |            |  |  |        |        |